# Hiltus gilvus
Hiltus gilvus är en insektsart som beskrevs av Pieter D. Theron 1974. Hiltus gilvus ingår i släktet Hiltus och familjen dvärgstritar. Inga underarter finns listade i Catalogue of Life.